# Raísa Kublítskaya
Raísa Vladímirovna Kublítskaya (en ruso: Раиса Владимировна Кублицкая; en bielorruso: Раіса Уладзіміраўна Кубліцкая, transliterado como Raísa Uladzimírauna Kublítskaya, 10 de abril de 1928 - junio de 2021) fue una trabajadora agrícola y política soviética bielorrusa que dirigió el cultivo de lino en la granja colectiva Kalinin desde 1948 hasta su jubilación en 1983. Sirvió durante la Gran Guerra Patria y fue diputada electa del Sóviet Supremo de la República Socialista Soviética de Bielorrusia entre 1967 y 1971. Kublítskaya recibió dos veces la Orden de Lenin y también recibió la Medalla por la Conquista de Königsberg, la Orden de la Guerra Patria y el Héroe del Trabajo Socialista.

## Trayectoria
Nació el 10 de abril de 1928 en el pueblo de Kalyshki, Raión de Liozna, Óblast de Minsk, RSS de Bielorrusia (hoy Bielorrusia). Se graduó de la Escuela Secundaria de Kolyshansk en 1941. En octubre de 1943, a los 15 años, Kublítskaya comenzó a trabajar como voluntaria en un hospital militar y permaneció en el puesto hasta 1946, cuando regresó a Kolyshki. Participó en la Gran Guerra Patria en Lituania, Polonia y Prusia Oriental desde 1944. Tras finalizar la guerra, Kublítskaya continuó sus estudios. Se graduó en 1947.
En 1948, Kublítskaya comenzó a trabajar como jefa del cultivo de lino en la granja colectiva Kalinin en el distrito de Liozno, región de Minsk, RSS de Bielorrusia. Era la líder de un grupo de 12 mujeres y todas trabajaban largas horas con equipos manuales y viajando a las aldeas. De 1967 a 1971, Kublítskaya fue diputada electa del Sóviet Supremo de la República Socialista Soviética de Bielorrusia y también sirvió en los Sóviets de Diputados del Pueblo regionales y distritales. Desde 1984 dirigió el departamento de mujeres veteranas de la Gran Guerra Patria en la organización regional de veteranas de Frunze y fue miembro honorario del Presidium de la organización de veteranas. Kublítskaya se retiró en 1983.
Se casó con Grigori, compañero del pueblo y operador de cosechadoras, y cambió su apellido a Kublítskaya. No tuvieron hijos. Kublítskaya murió en junio de 2021.

## Reconocimientos
El 9 de junio de 1945 recibió la Medalla por la Conquista de Königsberg. El 30 de abril de 1966 recibió la Orden de Lenin  "por sus altas indicaciones en el cultivo del lino" y nuevamente el 10 de marzo de 1976 con el título de Héroe del Trabajo Socialista y la Medalla de oro «Hoz y martillo» "por el cultivo de lino".
Recibió la Orden de la Guerra Patria el 11 de marzo de 1985. El 27 de mayo de 2008, la administración del distrito Frunzensky de Minsk n.º 433 otorgó a Kublítskaya el título de Residente Honoraria del distrito Frunzensky de Minsk, ya que «uno de los objetivos de esta iniciativa es rendir homenaje a las personas que han hecho una gran contribución al desarrollo de nuestro país y a la formación de las nuevas generaciones». En julio de 2015, se inauguró un retrato suyo en el Paseo de la Gloria de la ciudad de Liozna. En abril de 2018, fue nombrada Ciudadana Honoraria del Distrito de Liozno y también fue Campesina Colectiva Honoraria.